# Trotsky (Pierre Broué)
Pour les articles homonymes, voir Trotski (homonymie).
Trotsky est une biographie de Léon Trotski écrite par Pierre Broué. Elle est parue en 1988 aux éditions Fayard. Elle est considérée à sa sortie comme une nouvelle référence.

#### Autres biographies de Trotski
- Ma Vie, autobiographie (1929)
- Trotsky par Isaac Deutscher (1954-1963)
- Trotsky : Révolutionnaire sans frontières, par Jean-Jacques Marie, Paris, Payot, coll. « Biographie Payot », 2006, 622 p.  (ISBN 2228900389)
- Trotski par Robert Service (2011)